# Anton Furst
Anton Furst (Londres, 6 de mayo de 1944-Hollywood, Los Ángeles, California, 24 de noviembre de 1991) fue un diseñador de producción y director artístico de cine británico.

## Biografía
Fue un distinguido diseñador de producción que ganó un premio Óscar con el diseño del Batmóvil y la creación de la ciudad gótica de Gotham City en la película del director Tim Burton Batman en 1989. 
Estudió en el Royal College of Art en Londres, ganó reconocimiento por el trabajo que realizó en la En compañía de lobos de Neil Jordan. De ahí trabajo con Stanley Kubrick en Full Metal Jacket (1987) y en 1991 diseñó los temas del restaurante de Planet Hollywood en Nueva York.
Se suicidó el 24 de noviembre de 1991 en Hollywood. Justo el mismo día de la muerte de Freddie Mercury y Eric Carr. Tenía 47 años.

## Premios y nominaciones
Premios Óscar
| Año  | Categoría                 | Película | Resultado |
| ---- | ------------------------- | -------- | --------- |
| 1990 | Mejor dirección artística | Batman   | Ganador   |